# Wieża ciśnień w Szczytnie
Wieża ciśnień w Szczytnie – wieża ciśnień zlokalizowana pomiędzy ulicami Spacerową i Jana Kasprowicza w Szczytnie.
Wieżę o wysokości 45 metrów zbudowano w 1908 razem z siecią wodociągową i kanalizacyjną miasta. Według projektantów obiekt postawiony pomiędzy dwoma jeziorami był najatrakcyjniejszą tego typu budowlą na terenie Prus Wschodnich. Stanowił charakterystyczny element panoramy miasta. W 1995 wpisano ją do rejestru zabytków, ale z uwagi na brak funkcji nie zapobiegło to stopniowemu jej niszczeniu. W 1999 została sprzedana w ręce prywatne za symboliczną złotówkę, pod warunkiem podjęcia prac konserwatorskich. Nabywca, Mirosław Demczuk, za zgodą konserwatora zabytków, rozpoczął wokół wieży budowę siedmiopiętrowego apartamentowca "Torre Apartmens" (26 apartamentów z tarasami). Budowa do dziś nie została zakończona. Od 2009 właścicielem wieży i budowy jest spółka CH&M COMPANY, której prezesem jest Mirosław Demczuk.